# Portada/efemèride setembre 9
« 8 de setembre · 9 de setembre · 10 de setembre »